# Brigitte Butscher
Brigitte Butscher, verheiratete Högerle, (* 18. April 1957) ist eine ehemalige deutsche Fußballspielerin.

## Karriere
Butscher war als Torhüterin von 1985 bis 1987 für die im Jahr 1971 gegründete und 1987 aufgelöste Damenfußballabteilung der SG Aulendorf 1920 in der Verbandsliga Württemberg aktiv.
Nachdem sie als langjährige Spielerin für die Auswahlmannschaft des Württembergischen Fußballverbandes tätig gewesen war, bestritt sie ihr einziges Länderspiel für die A-Nationalmannschaft am 27. Juli 1986 gegen die Nationalmannschaft Islands. Beim 4:1-Sieg in Kópavogur wurde sie zur zweiten Halbzeit für Rosemarie Neuser eingewechselt.

## Sonstiges
In ihrer Freizeit spielt sie Tennis im 1983 gegründeten TC Ösch Weingarten (jetzt SPG Berg/Blitzenreute/Ösch-Weingarten) unter dem Dachverband des Württembergischen Tennis-Bundes.